# Бенешть (Сібіу)
Бенешть, Бенешті (рум. Benești) — село у повіті Сібіу в Румунії. Входить до складу комуни Алцина.
Село розташоване на відстані 210 км на північний захід від Бухареста, 33 км на північний схід від Сібіу, 114 км на південний схід від Клуж-Напоки, 92 км на захід від Брашова.

## Населення
За даними перепису населення 2002 року у селі проживали 270 осіб. Рідною мовою 269 осіб (99,6%) назвали румунську.
Національний склад населення села:
| Національність | Кількість осіб | Відсоток |
| -------------- | -------------- | -------- |
| румуни         | 198            | 73,3%    |
| цигани         | 72             | 26,7%    |